# Tupper Lake (Village)
Tupper Lake ist ein Village im Franklin County. Im Jahr 2010 hatte das Village of Tupper Lake 3667 Einwohner. Der Name des Villages und der Town of Tupper Lake ist abgeleitet von dem gleichnamigen See, der wiederum seinen Namen dem Landvermesser Ansel Norton Tupper verdankt, der in ihm beim Fischen ertrunken war. Town und Village of Tupper Lake liegen im südwestlichen Teil des Franklin County.

## Geschichte
Die Ortschaft wurde um 1844 erstmals besiedelt, und die Holzfällerei trug zum Wachstum Tupper Lakes bei. Zunächst bestand Tupper Lake aus zwei Teilen, Tupper Lake selbst und Faust. 1899 brannten 169 Gebäude bei einem Brand nieder, wovon zwei Drittel Wohnhäuser waren.

## Geographie
Tupper Lakes geographische Koordinaten sind 44° 14′ N, 74° 28′ W (44,233210; −74,465720).
Nach den Angaben des United States Census Bureaus hat das Village eine Gesamtfläche von 4,6 km², ohne dass nennenswerte Gewässerflächen innerhalb des inkorporierten Gebietes liegen.
New York State Route 3 führt von Norden und New York State Route 30 von Süden her in die Ortschaft hinein; sie führen in einem gemeinsamen Streckenverlauf ostwärts aus dem Village hinaus in Richtung Upper Saranac Lake.
Der Raquette River entwässert den See südlich der Ortschaft und mäandriert nach Osten. Über ihn gehört die Ortschaft zum Einzugsgebiet des Sankt-Lorenz-Stromes.

## Demographie
Zum Zeitpunkt des United States Census 2000 bewohnten Tupper Lake 3935 Personen. Die Bevölkerungsdichte betrug 853,5 Personen pro km². Es gab 1839 Wohneinheiten, durchschnittlich 398,9 pro km². Die Bevölkerung Tupper Lakes bestand zu 97,89 % aus Weißen, 0,76 % Schwarzen oder African American, 0,30 % Native American, 0,05 % Asian, 0 % Pacific Islander, 0,10 % gaben an, anderen Rassen anzugehören und 0,89 % nannten zwei oder mehr Rassen. 0,51 % der Bevölkerung erklärten, Hispanos oder Latinos jeglicher Rasse zu sein.
Die Bewohner Tupper Lakes verteilten sich auf 1684 Haushalte, von denen in 31,2 % Kinder unter 18 Jahren lebten. 40,1 % der Haushalte stellten Verheiratete, 13,8 % hatten einen weiblichen Haushaltsvorstand ohne Ehemann und 41,3 % bildeten keine Familien. 34,0 % der Haushalte bestanden aus Einzelpersonen und in 17,9 % aller Haushalte lebte jemand im Alter von 65 Jahren oder mehr alleine. Die durchschnittliche Haushaltsgröße betrug 2,31 und die durchschnittliche Familiengröße 2,97 Personen.
Die Bevölkerung verteilte sich auf 26,5 % Minderjährige, 7,7 % 18–24-Jährige, 28,9 % 25–44-Jährige, 19,8 % 45–64-Jährige und 17,1 % im Alter von 65 Jahren oder mehr. Der Median des Alters betrug 36 Jahre. Auf jeweils 100 Frauen entfielen 95,0 Männer. Bei den über 18-Jährigen entfielen auf 100 Frauen 88,1 Männer.
Das mittlere Haushaltseinkommen in Tupper Lake betrug 31.654 US-Dollar und das mittlere Familieneinkommen erreichte die Höhe von 40.152 US-Dollar. Das Durchschnittseinkommen der Männer betrug 30.169 US-Dollar, gegenüber 24.273 US-Dollar bei den Frauen. Das Pro-Kopf-Einkommen belief sich auf 15.567 US-Dollar. 11,7 % der Bevölkerung und 7,7 % der Familien hatten ein Einkommen unterhalb der Armutsgrenze, davon waren 14,0 % der Minderjährigen und 12,7 % der Altersgruppe 65 Jahre und mehr betroffen.